# Solenopsis antiphonitis
Solenopsis antiphonitis là loài thực vật có hoa trong họ Hoa chuông. Loài này được Hadjik. & Hand mô tả khoa học đầu tiên năm 2006.